# Команче (округ, Канзас)
Кома́нче (англ. Comanche /kəˈmæntʃi/; принятое сокращение CM) — округ на юго-западе штата Канзас, США.
По данным переписи населения 2012 года, население округа составляет 1913 человек. Крупнейшим городом округа, а также его административным центром, является Ко́улдуотер. Округ назван в честь индейского народа Команчи.

## История
Округ Команче был основан на основании акта штата Канзас в 1867 году, предусматривающий деление на округа той территории штата, которая ещё не имела организации.
Заселение округа было медленным, первые поселенцы появились лишь летом 1873 года. Число переселенцев возросло, когда индейцы Осейджи оставили территорию. В 1880 году было основано самое большое объединение ранчо в Канзасе — Comanche Pool. К концу 1885 года практически все земли округа были разобраны скотоводами, в основном, бедными людьми, пришедшими, чтобы заложить основы своего состояния.
В 1884 году был основан город Ко́лдуотер, являющийся сегодня административным центром округа.
В 1887 году компания Atchison, Topeka and Santa Fe Railway провела ветку железной дороги через северо-западный угол округа, через город Ко́улдуотер. Это событие значительно усилило приток иммигрантов. Это единственная ветка железной дороги в округе, и фермеры юго-восточной части должны были проделывать длинный путь, чтобы погрузить свой скот.
В 1889 году в Оклахоме была открыта для заселения индейская территория из Нераспределенных земель (большая часть территории шести современных округов: Канейдиан, Кингфишер, Кливленд, Логан, Оклахома, Пэйн. В этих земельных гонках приняло участие значительное число фермеров округа Команче, что положило начало депопуляции округа. С 1888 по 1890 год население уменьшилось с 5636 до 2498 человек (на 56 %).
Тяжелые времена наступили с засухой 1890—1896 годов. Урожаи гибли; снижение численности населения округа достигло своего апогея в 1896 году — 1269 человек (на 77 % в сравнении с 1888 годом). Засуха повлияла на перераспределение доминирования с сельского хозяйства на скотоводство. Количество животноводческих хозяйств сильно возросло, что послужило новой волне переселения в соседние округа в 1905 году.

## География
Округ имеет общую площадь 2045,3 км², из которых 2041,7 км² (или 99,82 %) земли и 3,6 км² (или 0,18 %) воды.
Территория округа располагается на Среднем Западе США, в области Великих равнин. Область образована речными, преимущественно песчаными, отложениями рек. В округе берёт своё начало река Солт-Форк-Арканзас — приток реки Арканзас, текущий в восточном направлении по округу Команче. В юго-западаном углу находится место впадения ручья Блафф (Bluff Creek) в реку Симаррон. Река Симаррон пересекает угол округа Команче с запада на юг. Около административного центра округа расположено одноимённое озеро Ко́лдуотер. Вдоль рек и ручьёв растут узкие полосы леса, в основном кедра, ореха, вяза и тополя.

## Население
| Год переписи | Население | Прирост, % |
| ------------ | --------- | ---------- |
| 1880         | 372       | —          |
| 1890         | 2549      | 585,2 %    |
| 1900         | 1619      | -36,5 %    |
| 1910         | 3281      | 102,7 %    |
| 1920         | 5302      | 61,6 %     |
| 1930         | 5238      | -1,2 %     |
| 1940         | 4412      | -15,8 %    |
| 1950         | 3888      | -11,9 %    |
| 1960         | 3271      | -15,9 %    |
| 1970         | 2702      | -17,4 %    |
| 1980         | 2554      | -5,5 %     |
| 1990         | 2313      | -9,4 %     |
| 2000         | 1967      | -15,0 %    |
| 2010         | 1891      | -3,9 %     |
| 2012         | 1913      | 1,2 %      |

По данным Бюро переписи населения США на 2012 год население округа Команче составляет 1913 человек, что составляет 0,067 % всего населения Канзаса. По сравнению с 2010 годом, население округа увеличилось на 1,2 %. Расовый состав населения округа Команче в сравнении с данными по штату Канзас в 2012 году следующий:
| Раса                | Команче | Канзас |
| ------------------- | ------- | ------ |
| Европейцы           | 97,6 %  | 87,2 % |
| Африканцы           | 0,4 %   | 6,2 %  |
| Коренные американцы | 0,2 %   | 1,2 %  |
| Азиаты              | 0,4 %   | 2,6 %  |
| Гавайцы и океанийцы | 0,1 %   | 0,1 %  |
| Смешанные расы      | 1,3 %   | 2,7 %  |

В округе 520 семей и 824 домохозяйств. Средняя плотность населения составляет 0,9 чел./км². Количество жилья — 1039 единиц.
Из всех домохозяйств 24,4 % хозяев имеют детей в возрасте до 18 лет, проживающих с ними; 54,5 % состоят в браке; 6,2 % матерей-одиночек; 38,0 % не имеют семьи. В 35,9 % всех домохозяйств проживает один человек, 21,2 % из них в возрасте 65 лет и старше. Средний размер проживающих в одном домохозяйстве 2,22 человека; средний размер одной семьи 2,8 человека.
Средний возраст в округе 47 лет. 22,1 % жителей в возрасте до 18 лет; 4,5 % в возрасте от 18 до 24 лет; 21,0 % — от 25 до 44 лет; 26,5 % — от 45 до 64 лет; 25,8 % в возрасте 65 лет и старше. Гендерный состав округа: 48,3 % мужчин и 51,7 % женщин.
Около 8,5 % семей и 10,2 % всего населения живут ниже черты бедности, в их числе 9,7 % моложе 18 лет и 7,7 % в возрасте 65 лет и старше.

## Административное деление
Округ Команче включает 3 города, одну межобщинную территорию и 4 тауншипа.

### Города
| Русское название | Оригинальное | Население (2010) |
| ---------------- | ------------ | ---------------- |
| Ко́улдуотер       | Coldwater    | 828              |
| Протекшен        | Protection   | 514              |
| Уилмор           | Wilmore      | 53               |

### Межобщинная территория
- Баттермилк[англ.]

### Тауншипы
Вся площадь округа Команче разделена на 4 тауншипа. В таблице количество населения тауншипа включает население расположенных на его территории городов.
| Тауншип    | Административный центр | Население | Плотность населения (/км²) | Площадь (км²) | Площадь воды (%) |
| ---------- | ---------------------- | --------- | -------------------------- | ------------- | ---------------- |
| Avilla     |                        | 58        | 0,19                       | 309           | 0,15 %           |
| Coldwater  | Coldwater              | 1086      | 0,99                       | 1099          | 0,17 %           |
| Powell     |                        | 89        | 0,48                       | 186           | 0,03 %           |
| Protection | Protection             | 734       | 1,64                       | 448           | 0,28 %           |